# Resolutie 1888 Veiligheidsraad Verenigde Naties
Resolutie 1888 van de Veiligheidsraad van de Verenigde Naties werd unaniem door de VN-Veiligheidsraad aangenomen op 30 september 2009 en nam enkele maatregelen tegen seksueel geweld tegen vrouwen en kinderen in tijden van gewapend conflict.

## Inhoud

### Waarnemingen
Men was bezorgd om het gebrek aan vooruitgang inzake seksueel geweld tegen vrouwen en meisjes in tijden van gewapend conflict. Ondanks herhaaldelijke veroordelingen bleef het fenomeen wijdverspreid. Alle landen werden herinnerd aan het verdrag inzake de eliminatie van alle vormen van discriminatie tegen vrouwen en het verdrag inzake de rechten van het kind. Landen moesten ook een einde maken aan de straffeloosheid na dergelijke oorlogsmisdaden. Dit was essentieel om achteraf van het conflict te kunnen herstellen. Civiele en militaire leiders moesten als eindverantwoordelijken de wil tonen om seksueel geweld te voorkomen en iets te doen aan de straffeloosheid.
Verder was men ook bezorgd om de ondervertegenwoordiging van vrouwen tijdens het vredesproces maar tevreden over de deelname van vrouwen aan vredesmissies. Vrouwen en kinderen zouden misbruik makkelijker aan hen melden en ook aangemoedigd worden om zich zelf aan te sluiten bij de veiligheidsdiensten.

### Handelingen
Seksueel geweld als oorlogsacties of aanvallen op de bevolking konden conflicten verder uit te hand doen lopen en vrede in de weg staan. De Veiligheidsraad herhaalde dan ook zijn eis dat alle partijen er een einde aan maakten en maatregelen, zoals het opleggen van militaire discipline, namen om de bevolking te beschermen.
De secretaris-generaal werd gevraagd een speciale vertegenwoordiger aan te stellen om de inspanningen tegen seksueel geweld te coördineren en tussen te komen bij overheden en partijen in conflicten. Bij landen werd aangedrongen op juridische hervormingen om daders te berechten en slachtoffers menswaardig te behandelen. Op alle partijen in conflicten werd aangedrongen te zorgen dat alle voorvallen grondig onderzocht werden.
De secretaris-generaal werd ook nog gevraagd snel een team van experts naar conflicten waar seksueel geweld plaatsgrijpt te sturen om:
a. Samen te werken met het land tegen de straffeloosheid,
b. De aanpak van seksueel geweld door dat land te verbeteren,
c. Aanbevelingen en coördinatie van internationale inspanningen om die aanpak te verbeteren,
d. Samen te werken met de VN-missie en het VN-landsteam aan de uitvoering van resolutie 1820.
De Veiligheidsraad zelf was van plan om bij de oprichting van vredesmissies provisies te voorzien in verband met de bescherming van vrouwen en kinderen tegen verkrachting en ander seksueel geweld. De secretaris-generaal zou ook vrouwenbeschermingsadviseurs moeten aanstellen binnen VN-operaties. Verder werd op de secretaris-generaal, de lidstaten en op regionale organisaties aangedrongen vrouwen meer te betrekken bij onderhandelingen en het beslissingsproces bij de oplossing van conflicten. De lidstaten werden ook aangemoedigd meer vrouwelijke militairen en agenten te sturen naar VN-vredesoperaties. Binnen die operaties moest voorts een nultolerantie gelden voor seksueel geweld.

## Verwante resoluties
- Resolutie 1820 Veiligheidsraad Verenigde Naties (2008)
- Resolutie 1882 Veiligheidsraad Verenigde Naties
- Resolutie 1889 Veiligheidsraad Verenigde Naties
- Resolutie 1894 Veiligheidsraad Verenigde Naties

Lijst ·  1860 ·  1861 ·  1862 ·  1863 ·  1864 ·  1865 ·  1866 ·  1867 ·  1868 ·  1869 ·  1870 ·  1871 ·  1872 ·  1873 ·  1874 ·  1875 ·  1876 ·  1877 ·  1878 ·  1879 ·  1880 ·  1881 ·  1882 ·  1883 ·  1884 ·  1885 ·  1886 ·  1887 ·  1888 ·  1889 ·  1890 ·  1891 ·  1892 ·  1893 ·  1894 ·  1895 ·  1896 ·  1897 ·  1898 ·  1899 ·  1900 ·  1901 ·  1902 ·  1903 ·  1904 ·  1905 ·  1906 ·  1907